# 4569 Baerbel
4569 Baerbel (1985 GV1) là một tiểu hành tinh vành đai chính được phát hiện ngày 15 tháng 4 năm 1985 bởi Carolyn S. Shoemaker ở Palomar.